# Axien
Axien este o comună din landul Saxonia-Anhalt, Germania.